# 習近平視察澳門 (2019年)
2019年習近平視察澳門指2019年中共中央總書記習近平以慶祝澳門回歸二十周年紀念爲名視察澳門的一連串活動。2019年12月14日，新華社發出新聞稿，指習近平將出席慶祝澳門回歸祖國20周年大會暨澳門特別行政區第五屆政府就職典禮，並視察澳門特別行政區。隨後澳門特別行政區政府官方傳媒機構新聞局宣佈有關消息。這是習近平第三次以「黨和國家領導人」身分到訪澳門；也是他自2012年當選中共中央總書記執政以來，第二次視察澳門；同時是其本人曾擔任福建省人民政府省長、中共浙江省委書記及中共中央政治局常委後第六次訪問澳門。

## 前期準備
2019年11月27日，民航局宣佈為確保慶祝澳門回歸20周年活動順利進行，期間按照第64/2019號行政命令核准之「澳門空中航行規章」第66條有關禁止或限制飛行的權力，於2019年12月14日至22日(共九天)在全澳實施無人機禁飛，以確保澳門回歸二十周年慶祝活動最後階段籌備和舉行時能夠安全地進行。
2019年12月10日至22日，為確保澳門回歸祖國20周年慶典活動順利舉行，珠海市公安局、珠海出入境邊防檢查總站發公告表示，為了切實維護港珠澳大橋區域通行秩序，於港珠澳大橋東人工島設立安全檢查站，依法對經港珠澳大橋從香港入境澳門和珠海的人員、交通運輸工具等開展安全檢查。
2019年12月16日，治安警察局與澳門海關宣佈，於該年12月17日0時至12月21日0時期間，對使用澳門各陸路口岸車道（港珠澳大橋、關閘、路氹城、珠澳跨境工業區）進出境客車進行聯合檢查。檢查期間，請駕駛人士配合現場執法人員及保安員的指示，耐心等候。此外預計屆時各口岸（尤其關閘口岸）車道的車輛輪候時間較長。
2019年12月18日13:00至2019年12月20日全天，配合中共中央總書記習近平到訪澳門，並出席澳門回歸20週年活動的特別安保工作，澳門輕軌氹仔線暫停服務。

## 訪澳黨政機關領導人
- 中共中央總書記、國家主席、中央軍委主席：習近平
- 中共中央政治局委員、中共中央辦公廳主任兼總書記辦公室主任：丁薛祥
- 中共中央政治局委員、全國人大常委會副委員長：王晨
- 中共中央政治局委員、中央軍委副主席：張又俠
- 國務委員兼外交部長：王毅
- 全國政協副主席：馬飈
- 國務院港澳事務辦公室主任：張曉明

## 行程
中共中央總書記習近平率領中央黨政機關代表團先於2019年12月18日下午乘坐專機抵達澳門國際機場，該年12月19日陸續會見澳門特別行政區各官員及澳門各界人士，傍晚出席由特區政府所設的歡迎晚宴及「 濠江情．中國心　慶祝澳門回歸祖國20周年文藝晚會 」。12月20日上午，習近平將出席「 慶祝澳門回歸祖國20周年大會暨澳門特別行政區第五屆政府就職典禮 」，隨後會見澳門特別行政區新任行政、立法、司法官員等。下午完成行程後離開澳門。

### 2019年12月18日
2019年12月18日下午4時，中共中央總書記習近平率領中央黨政機關代表團乘坐專機抵達澳門國際機場，行政長官崔世安、侯任行政長官賀一誠、全國政協副主席何厚鏵及澳門中聯辦主任傅自應等在場迎接。習近平於機場發表簡短談話，表示「在2000年6月份，澳門特區成立不到半年時候就來澳門訪問過，之後也多次到澳門來，最近一次是5年前，也就是澳門回歸祖國15周年的時候，我來出席慶祝活動，現在是回歸20周年了，我再一次來到澳門，感到非常高興」。習近平指出繼該年10月慶祝中華人民共和國成立70周年，而澳門回歸祖國20周年也是全國人民關心的又一大事，他代表中央政府和全國各族人民向澳門同胞致美好祝願。
隨後，習近平會見時任行政長官崔世安，並表示崔世安在澳門特區行政長官的崗位上兢兢業業、勤勤懇懇工作10年，在他的帶領下，特區政府全面準確貫徹「一國兩制」方針，嚴格依照憲法和基本法辦事，穩健施政、務實有為，無論是維護國家安全、保持社會穩定，還是推動經濟發展、促進民生改善，以及深化同內地的交流合作、擴大對外交往等，都取得許多新成績，鞏固和發展了澳門繁榮穩定良好局面。中央政府充分肯定他的工作。

### 2019年12月19日
2019年12月19日上午，習近平在澳門特別行政區行政長官崔世安陪同下，來到中國與葡語國家商貿合作服務平台綜合體考察。習近平聽取綜合體及論壇情況介紹，察看平台建設成果展和葡語國家產品展示，肯定澳門回歸以來，扎實推進中國與葡語國家商貿合作服務平台建設取得的進展。習近平表示，建設中國與葡語國家商貿合作服務平台，是澳門發揮自身所長、服務國家所需的重要舉措。
同日上午，習近平到訪位於黑沙環政府綜合服務大樓逗留並視察澳門本地民生服務，他表示澳門回歸20年民生改善得到明顯變化，從廣大的澳門同胞、市民的聲音當中能看到澳門是個繁榮發展的地方。時任行政法務司司長陳海帆向習近平介紹辦證服務與功能。隨後前往位於氹仔的濠江中學附屬英才學校，該校於2019年6月1日六一國際兒童節前夕，習近平給該校小學生回信，對他們予以親切勉勵，在澳門社會引起熱烈反響。他在參觀校內圖書館時向該校教師和學生表示，教材是愛國主義教育的重要載體，特別行政區政府同內地合編教材的做法值得充分肯定。要鼓勵更多學校使用新教材，讓老師們把教材講好、講活、深入人心。隨後在該校禮堂發表重要講話。他說，濠江中學是一所具有悠久愛國傳統的學校。該年5月收到英才學校小朋友的來信，濃濃的家國情懷、愛國主義精神躍然紙上，讓我很受感動。濠江中學的光榮歷史也映照出了廣大澳門同胞始終秉持的深厚愛國情懷。愛國主義為澳門貫徹落實「一國兩制」打下了堅實的社會政治基礎，使「一國兩制」實踐始終沿著正確的方向前進，結出繁榮昌盛發展的纍纍碩果。
當天下午，習近平於澳門東亞運動會體育館會見澳門各界人士，包括時任及現任官員、澳區全國人大代表等共150人。習近平表示，澳門回歸20年以來取得傲人成就，又讚揚澳門在經濟收入、衛生、文化方面的成就，他向在場人士表示感謝及予以崇高敬意。又表示要維護澳門發展良好局面，希望社會各界在三方面發揮好表率作用包括堅定支持行政長官和特區政府依法施政、發揮澳門優勢及繼續帶頭做中華民族偉大復興的積極參與者。習近平表示，澳門回歸祖國20年來取得了令人自豪的成就，實現了「小而富」「小而勁」「小而康」「小而美」，在小小的桌子上唱出了精彩的大戲。這些成就的取得，凝結了全體澳門居民的智慧和辛勞。我向你們和澳門社會各界的朋友，表示衷心的感謝和崇高的敬意。
習近平同時會見行政、立法、司法機關負責人。習近平指出，5年來，在崔世安行政長官帶領下，澳門行政、立法、司法機關嚴格依照憲法和基本法辦事，認真履職盡責，付出了辛勤勞動，取得了纍纍碩果，交出了一份讓中央滿意、讓澳門居民滿意的答卷。中央政府對大家的工作是充分肯定、高度評價的。
習近平會見全國政協副主席何厚鏵時表示，他作為澳門特別行政區第一、二任行政長官，為特別行政區建設發展打下了很好的基礎，“繫好了第一粒釦子”。在擔任全國政協副主席後，繼續為澳門“一國兩制”事業和國家現代化建設事業盡心竭力，對其工作是充分肯定的。
在會見澳門特別行政區紀律部隊代表期間，習近平表示，澳門回歸祖國之後迅速並徹底扭轉回歸前治安不靖的狀況，使澳門成為世界上最安全的城市之一。這是個了不起的成就。澳門紀律部隊為此付出艱苦努力、做了大量工作，值得充分肯定和高度贊揚。同時強調紀律部隊擔負著維護國家安全、澳門安全的重要職責，必須增強國家意識，樹立底線思維，保持高度警惕，堅決防範和打擊任何危害國家主權安全、挑戰中央權力和基本法權威以及利用澳門對內地進行滲透破壞的行為。必須堅持嚴正執法，不論什麼組織、什麼人以什麼藉口、什麼方式衝擊法治、破壞秩序，也不管面對什麼樣的複雜形勢和什麼樣的外部壓力，都要堅毅、勇敢、專業地作出有效處置。習近平亦於澳門會見香港特別行政區行政長官林鄭月娥和部分政府官員，並表示中央充分肯定林鄭月娥行政長官在「非常時期」展現出的勇氣和擔當。
2019年12月19日下午2時許，習近平夫人彭麗媛到澳門旅遊學院望廈校區視察，參觀旅遊學院廚藝教學，並與學生一同製作葡撻。包括時任行政長官崔世安夫人崔霍慧芬、澳門中聯辦副主任張榮順及旅遊學院院長黃竹君陪同下視察旅遊學院。旅院院長黃竹君表示，習近平夫人到學院視察期間與學生有很多互動交流，希望學生將來能學以致用；又關心從內地來的學生，冀他們將來可返回內地貢獻自身力量；同時寄言旅遊學院繼續努力辦學，培養更多旅遊業人才。
傍晚時分，澳門特別行政區政府為習近平舉行歡迎晚宴，現場約600人出席，包括當時侯任的行政長官賀一誠和時任香港行政長官林鄭月娥。習近平在晚宴中致辭，其首先提及2019年是新中國成立70周年。70年來在中國共產黨領導下，經過全國各族人民發奮圖強、艱苦奮鬥，中國從一窮二白到經濟總量躍居世界第二、從溫飽不足到即將全面建成小康社會，綜合國力實現歷史性跨越，社會保持長期穩定，創造了人間奇跡。有關對澳門的寄語，習近平表示具有澳門特色的「一國兩制」實踐，一定能夠取得更大成功，他堅信澳門同胞一定能夠實現中華民族，偉大復興的中國夢作出更大貢獻。
晚上8時，習近平伉儷、行政長官崔世安伉儷以及候任行政長官賀一誠伉儷逾1,000名嘉賓出席“慶祝澳門回歸祖國二十周年文藝晚會”，晚會以“濠江情‧中國心”為主題，在舞台上呈現澳門自回歸以來的轉變和成就；特區背靠祖國，發揮所長，積極投入國家發展，同時，通過演員們精彩演繹表達了全澳市民對未來滿懷希望的堅定信念和美好意願。在表演節目尾聲，習近平在行政長官崔世安、候任行政長官賀一誠的陪同下走上舞台接見演職人員，並與全場觀眾一同拍手大合唱《歌唱祖國》。

### 2019年12月20日
上午10時，習近平出席於澳門東亞運動會體育館內舉行的慶祝澳門回歸祖國二十周年大會暨澳門特別行政區第五屆政府就職典禮，並發表重要講話論述了澳門回歸廿年成功實踐「一國兩制」的成就，且巨細無遺地具體數列各方面的成績，尤其稱讚澳門順利完成基本法第23條的立法，行政、立法、司法機關嚴格依法履行職責，正確處理相互關係等。第五任行政長官賀一誠在習近平監誓下宣誓就職，而第五屆特區政府主要官員及行政會成員亦在習近平與賀一誠的監誓下宣誓就任。
習近平於講話中總結了澳門「一國兩制」成功實踐所獲得的4點重要經驗。第一，始終堅定「一國兩制」制度自信，特區政府和社會各界堅持把維護國家主權、安全、發展利益和維護澳門長期繁榮穩定統一起來，意志堅定，充分顯現出「一國兩制」的生命力和優越性。第二，始終準確把握「一國兩制」正確方向，旗幟鮮明維護憲法和基本法確定的憲制秩序，確保「一國兩制」實踐不變形、不走樣，才能推動「一國兩制」事業行得穩，走得遠。第三，始終強化「一國兩制」使命擔當，並把這一擔當同實現中華民族偉大復興的中國夢緊密聯繫在一起，把特別行政區管理好、建設好、發展好。第四，始終築牢「一國兩制」社會政治基礎，廣大澳門同胞素有愛國傳統，有強烈的國家認同感、歸屬感和民族自豪感，這是「一國兩制」在澳門成功實踐的最重要原因，是「一國兩制」始終沿着正確軌道前進的根本保障。隨後提出四點希望，包括堅持與時俱進，進一步提升特別行政區治理水平；堅持開拓創新，進一步推動經濟持續健康發展；堅持以人為本，進一步保障和改善民生；堅持包容共濟，進一步促進社會和諧穩定。習近平強調，香港、澳門回歸祖國後，處理這兩個特別行政區的事務完全是中國內政，用不着任何外部勢力指手劃腳。中國政府和中國人民維護國家主權、安全、發展利益的意志堅如磐石，絕不允許任何外部勢力干預香港、澳門事務。 「一國兩制」實踐取得的成功舉世公認，「一國兩制」的制度體系也要在實踐中不斷加以完善。他堅信，包括港澳同胞在內的中國人民完全有智慧、有能力把「一國兩制」實踐發展得更好，把「一國兩制」制度體系完善得更好，把特別行政區治理得更好。中華民族偉大復興的前進步伐勢不可擋，香港、澳門與祖國內地同發展、共繁榮的道路必將越走越寬廣。
習近平隨後會見新任行政長官賀一誠，指出對其高度信任，能帶領特別行政區政府全面準確貫徹「一國兩制」方針，嚴格依照憲法和基本法辦事，穩健施政，奮發有為，在前幾屆政府打下的良好基礎上，不斷推進澳門經濟發展、民生改善、社會和諧，并積極參與共建「一帶一路」和粵港澳大灣區建設，把澳門建設得更好。賀一誠感謝習近平和中央政府的信任。習近平亦同時會見新任行政、立法、司法機關負責人。習近平指出，新一屆特別行政區政府管治團隊富有朝氣、充滿勃勃生機。當前澳門發展正處於承前啟後、繼往開來的關鍵時期，大家要牢記誓言、擔起重任，並提出5點希望。
當天下午，中共中央總書記習近平圓滿結束在澳門的各項活動，從澳門乘專機返回北京。澳門特別行政區政府於澳門國際機場舉行歡送儀式，隨後澳門中聯辦主任傅自應會見傳媒。他表示，習近平在48小時內，參加了19場重要活動，發表了一系列重要講話，行程緊凑、成果豐碩、意義重大。他有三點體會，一是習近平心系民生，關心澳門同胞生活福祉。二是習近平心系發展，謀劃澳門發展藍圖。三是習近平心系未來，宣示「一國兩制」初心不改。

## 影響
在習近平視察澳門期間，保安問題再度惹起爭議。當中多名香港記者被拒入境澳門，甚至有記者被治安警察局人員檢查手機，行政長官賀一誠表示，被拒入境事宜是警告有自己的標準，並非領取了新聞記者證就一定要開放給相關人士入境，應該要尊重警方按照法律行事。被問及有記者疑被恐嚇、甚至被離境。賀一誠表示，不知道相關情況，不能聽單方面說話。
為保障習近平訪澳期間安全，北京有關部門及澳門保安當局採取非常嚴密的保安措施。當中，對各個口岸嚴格監控出入境人士和車輛外，對一向和諧社會的小城也持高度戒備，連送石油氣、汽車入油等基本民生事，相關經營業者都早就事先講明，因為這幾天交通特別安排，有關服務可能受影響。此外巴士上的螢幕也有警示式標言：「慶回歸，保安全」。有網民慨嘆不同政府宣佈全澳放假三天。
習近平視察澳門前夕，澳门全程戒备，安装1620个“天眼”监控录影镜头，地点包括出入境口岸周边区域、主要道路、旅游景点、还有800个“僻静及存在安全隐患的地方”；为提升警方侦查效率，还引入50部“后台人脸识别技术”，代替忍受翻查监控。还安装另外50部做车牌识别。由於香港當時正值反修例運動，為了迎接習近平來訪，有關部門空前保安措施，禁止部分香港居民入境澳門外，亦有多間香港媒體記者包括多家獲得澳門官方發出採訪證的港媒記者到澳門採訪在入境時遭警方截查，拒絕入境。四名香港社運人士包括梁國雄等四名成員計劃12月18日乘船赴澳門抗議，但被拒絕登船。而香港美國商會一個領袖在習近平訪問澳門之前亦被拒入境，當局沒有提供禁止的理由。
珠海市公安局在港珠澳大橋設置額外檢查站，有香港市民前往澳門期間在該檢查站被指是在逃嫌疑犯被捕，觸發爭議。有评论认为，在港珠澳大桥东人工岛设立安全检查站是针对香港地区人员，以这种方式限制他们的活动。據環球時報的報道，設立安全檢查站目的是切实维护港珠澳大桥区域社会治安秩序，为澳门回归祖国20周年庆典活动创造良好的社会环境。另外，香港電台、無綫新聞、Now新聞台、商業電台和《南華早報》等多家香港媒體記者被拒入境。部分記者是獲澳門新聞局批准採訪官方行程，但在過關時，當局引用澳門特區《內部保安綱要法》，指有強烈跡象顯示，這些記者是在澳門從事「危害公共安全或公共秩序之活動」。港台、商台、Now新聞、南華早報分別表示對事件表示遺憾。
習近平訪澳期間全城保安嚴密，更一度出現“盲搶”潮。保安司司長黃少澤受訪時表示，各項保安工作按部署安排，已做到最大程度不擾民，同時符合國家領導人的要求。他稱，這幾天亦有巡視各區，認為市面的交通非常順暢，並確保了居民的生活秩序，又稱「不同人有不同意見，亦都係非常正常」。對於有社運人士被疑似國安人員跟蹤騷擾，黃少澤稱，若果任何市民覺得自身的合法權益被侵害，可隨時可報警處理，他又稱，沒有收到有國安人員在澳執行任務的報告。